# Kodeks morski (2001)
Kodeks morski – polska ustawa (z dnia 18 września 2001) regulująca stosunki prawne związane z żeglugą morską. Stosuje się go do morskich statków handlowych. Jest stosowany do statków morskich używanych wyłącznie do celów naukowo-badawczych z wyjątkiem przepisów o przewozie ładunku lub pasażerów oraz przepisów o awarii wspólnej. Ponadto znajduje on zastosowanie w odniesieniu do statków morskich używanych do celów sportowych lub rekreacyjnych, w tym morskich jachtów rekreacyjnych i komercyjnych w rozumieniu ustawy z dnia 18 sierpnia 2011 r. o bezpieczeństwie morskim (Dz.U. z 2025 r. poz. 883) z wyjątkiem przepisów o przewozie ładunku lub pasażerów oraz przepisów o awarii wspólnej. To samo dotyczy statków morskich pełniących specjalną służbę państwową, jednak w ich wypadku wyłącza się także stosowanie przepisów o przywilejach na statku.
Poprzedni kodeks morski uchwalony był 1 grudnia 1961 r. (Dz.U. z 1961 r. nr 58, poz. 318, ze zm.). Dwukrotnie ogłoszono jego tekst jednolity.